# 小杉天外
小杉 天外（こすぎ てんがい、1865年11月7日（慶応元年9月19日） - 1952年（昭和27年）9月1日）は、日本の小説家。出羽国仙北郡六郷村（現・秋田県仙北郡美郷町）生まれ。本名・為蔵。日本芸術院会員。

## 生涯と作品
父・小杉豊治は、羽後国六郷で油絞り、醤油醸造、呉服、古着の店を経営していたが、戊辰戦争では有志隊を組織し、一族の辻辰之助と共に勤王軍を支援した。天外はその長男として生まれ、少年時代は漢学者岩谷順太郎に学び、大曲の岡田好成の塾で英語などを学んだ。1886年（明治19年）に東京に出て、英吉利法律学校と国民英学会に通う。こののちいったん帰郷して政治結社鳥峯倶楽部にかかわった。
はじめ政治家を志したが文学に転向し、斎藤緑雨に師事した。『當世志士伝』（1892年）などの政治小説を書き、1895年（明治28年）から「奇病」「改良若殿」「卒都婆記」で諷刺作家として高い評価を得た。1897年（明治30年）には後藤宙外とともに丁酉文社を組織し『新著月刊』発行に参加、小説執筆の他、川柳欄の選者を務めたが、この欄への尾崎紅葉の投稿が原因で紅葉と疎遠になった。1900年（明治33年）に発表した『はつ姿』はエミール・ゾラの影響を受けたことで注目され、1902年（明治35年）の『はやり唄』は、人妻の姦通などを描いて初期ゾライズム、自然主義のさきがけとされた。
尾崎紅葉亡きあとの1903年（明治36年）、読売新聞に連載した青春小説『魔風恋風』が連載190回の人気となって、このために新聞の再版を出すといった椿事さえ起こっている。一方では激しい非難もあり「淫蕩文学」という言葉も造られるほどであった。これにより流行作家となり、『コブシ』『長者星』などを書くが、1907年（明治40年）以降、大衆作家としての天外は文壇の中心から遠ざかった。しかし、1948年（昭和23年）日本芸術院会員となって長命を保ち、1952年（昭和27年）9月1日、老衰による萎縮腎のため神奈川県鎌倉市の自宅にて死去した。
「芸術の美の人を感じせしむるや、よろしく自然の現象の人の官能に触るるが如くなるべし」（「はつ姿」序）、「自然は自然である。善でも無い、悪でも無い、美でも無い、醜でも無い、たゞ或時代の、或国の、或人が自然の一角を捉へて、勝手に善悪美醜の名を付けるのだ。小説または想界の自然である。善悪美醜の孰（いずれ）に対しても、叙す可し、或は叙す可からずと羈絆（きはん）せらるゝ理窟はない。」（「はやり唄」序）という語は、フランス自然主義思想の日本の作家への影響の最初の表現として知られるが、エミール・ゾラの医学的見地に基づく小説の構成といった方法には到達しえなかったとも評される。
『魔風恋風』は戦後岩波文庫に入り、いったん絶版となったが、本田和子が『女学生の系譜』（1993年）で論じてより、明治の女学生を論じる際の定番テクストとなった。

### エピソード
- 同町の町長である寺田隆造とは、終生深い交流があり、晩年、生家をなくした天外は、六郷に帰ると寺田家を宿泊先としていた[4]。
- 後藤宙外とは縁戚である[5]。
- 『魔風恋風』で人気作家となった直後は増長して鼻持ちならない態度を振りかざしていたことは多くの作家に書き残されており、1905年9月に開かれた島村抱月帰朝歓迎会の折には、広津柳浪への無礼な振る舞いに激昂した国木田独歩と大喧嘩したと伝えられる[6]。

## 著書
- 『議員の黒白』天外山人 中村鍾美堂 1893
- 『蛇いちご』春陽堂 1899
- 『女夫星』春陽堂 1900
- 『初すがた』春陽堂 1900　のち岩波文庫 - 清元の小しゅん本名お俊は、画家桐沢素雲に養われたが、実親はとある海軍将官で、その前妻との間の子であるという出生の秘密を彼女自身は知らない。19歳のとき、桐沢家の生活を助けるために、おぼえた清元の芸人となって、初めて春木座の慈善演芸会に出て、人気の中心になる。ひいきの客に、高利貸の老人斧岡と、青年紳士の滝山がいて、斧岡はとりわけうちこんでいる。お俊には1歳年下の美少年竜太郎という恋人がいて、固く操を守っている。竜太郎の養母で叔母のお鶴の主人筋にあたる真宮家に、総領娘玉枝がいる。夫と別れてから贅沢な暮らしをしていたが、二十七八という年増で、多情な彼女が竜太郎を誘惑し、お俊はこころをいためる。ある日、滝山がお俊をわがものにしようとし、料亭「しほばら」に呼び出す。お俊はそこでぐうぜん、玉枝に連れられて来た竜太郎に会い、2人で知人お直のもとへ逃げ、夜が更けたので泊めてもらう。それを知った滝山の知人で新聞記者の笠田が、あくどいやりかたでお俊を脅し、一夜、お俊の純潔を汚す。お俊は悔いるが、芸人のかなしさ、どうすることもできず、そのうえお俊が反対するのに、竜太郎が出家しようとするのを聞き、悲しんでいるところへ、お直から自身の出生の秘密を明かされ、養父母の多年の恩を思って、斧岡老人の妻になる決意をする。その嫁入りの日、竜太郎は大泉寺で得度式をあげる。
- 『恋と恋』春陽堂 1901
- 『はやり唄』春陽堂 1902
- 『肱まくら』春陽堂 1902
- 『二人孤児』金港堂 1903
- 『新学士』春陽堂 1904
- 『新夫人』春陽堂 1904
- 『魔風恋風』春陽堂 1903-1904　のち岩波文庫
- 『霜夜』春陽堂 1905
- 『にせ紫』春陽堂 1905
- 『コブシ』章光閣 1906-1908
- 『回想記』読売新聞社 1908
- 『草笛』章光閣 1909
- 『長者星』春陽堂 1909-1910
- 『闇を行く人』春陽堂 1911
- 『伊豆乃頼朝』東亜堂 1912
- 『落花帖』春陽堂 1913-1914
- 『銀笛』実業之日本社 1915-1916
- 『二人傘』南北社出版部 1918
- 『七色珊瑚』南北社出版部 1917-1918
- 『霊鐘』実業之日本社 1920
- 『雛暦』民友社 1920
- 『三代地獄』玄文社 1921-1922
- 『二つの太陽』玄文社出版部 1923
- 『藤娘』大日本雄弁会 1927
- 『真空鈴』大日本雄弁会講談社 1927-1928
- 『くだん草紙』海口書店 1948
- 『初すがた』岩波文庫、1955